# Chrzanów Śródmieście
Chrzanów Śródmieście – przystanek osobowy w śródmieściu Chrzanowa, w województwie małopolskim, w Polsce; znajduje się pomiędzy ul. Zieloną a ul. Sikorskiego, usytuowany jest na kilometrze 3,689 linii kolejowej nr 93, między stacją Chrzanów a stacją Trzebinia. Przystanek obsługuje pasażerskie połączenia kolejowe w relacjach Oświęcim - Trzebinia - Kraków Główny.
Przystanek kolejowy został utworzony w 1973 r.

## Ruch pasażerski
| Rok  | Wymiana pasażerska na dobę |
| ---- | -------------------------- |
| 2017 | 200-299                    |
| 2022 | 300-499                    |

Zabudowania stacji zostały wyburzone w 2017 roku.

## Galeria

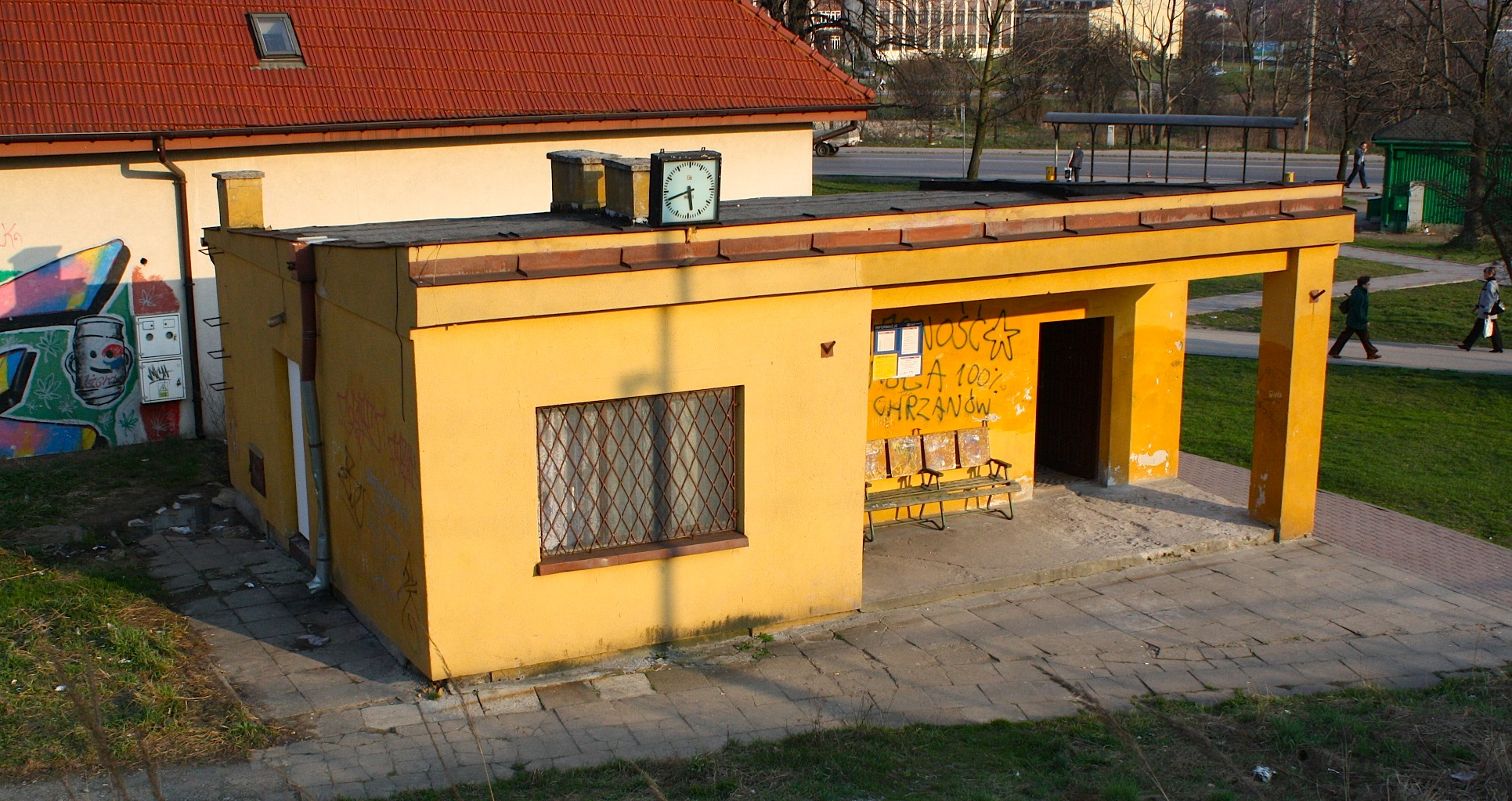
Budynek poczekalni i sprzedaży biletów (wyburzony w 2017)
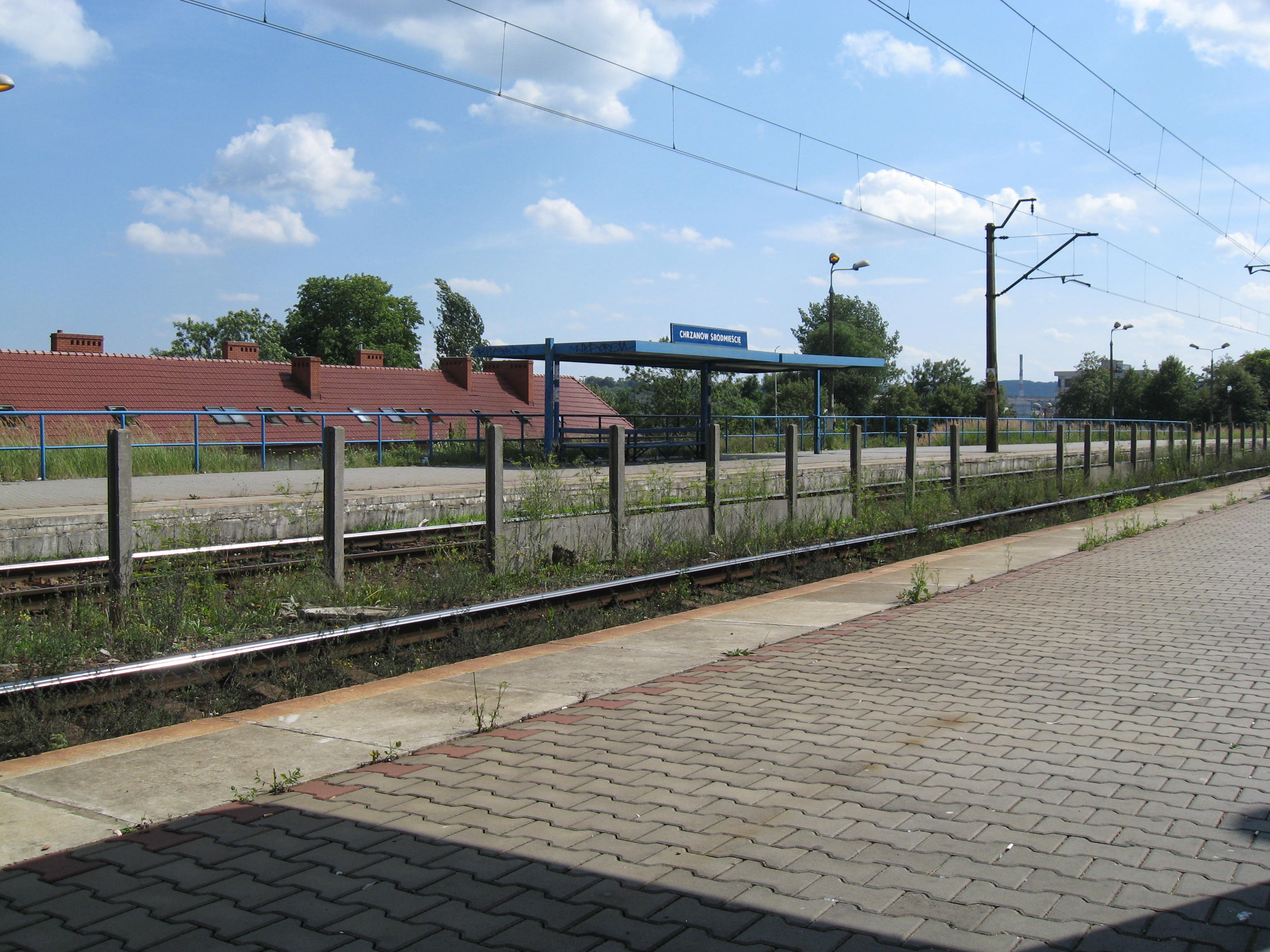
Widok dworca, 3 sierpnia 2009
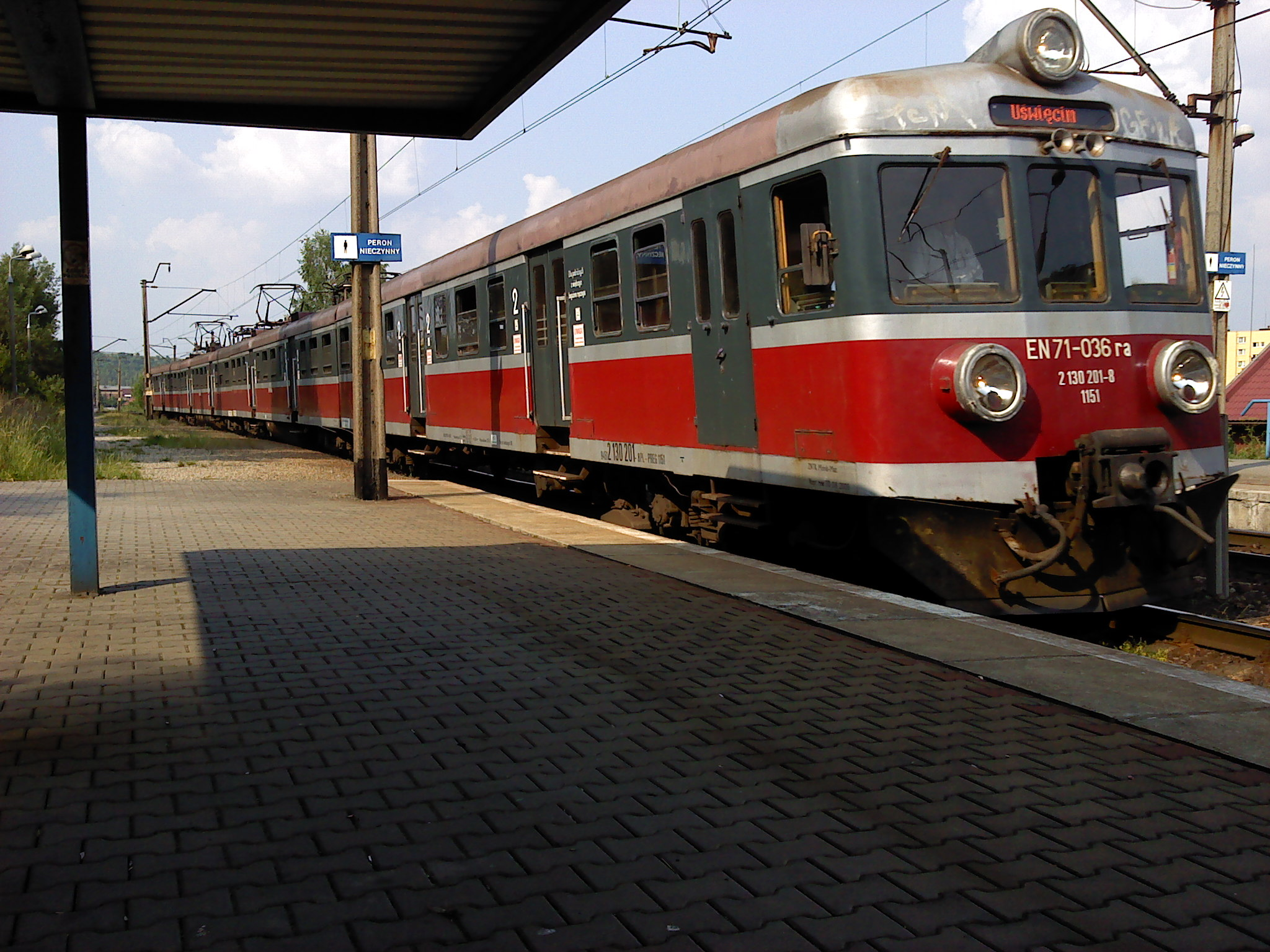
Pociąg Przewozów Regionalnych EN71 podczas wjazdu na tor przy peronie 2. dworca, 10 lipca 2013